# 工藤沙貴
工藤沙贵（Kudo Saki，1990年5月19日 -）是来自北海道札幌市的配音演员、舞台演员、广播主持人、歌手、日本电视艺人。昵称是萨基蒂。
从声优专门学校毕业后，经由东京的培训学校工作后，现在属于Heartbit ，主要在札幌活跃。 2018年6月Heartbit破产后，同年9月至次年5月属于Barion，6月在东京开始活动，8月加入studio A-CAT工作室  。

## 人物
- 爱好：做饭、读书、一人卡拉OK
- 特技：绕口令、前屈、叔叔漫画
- 喜欢的食物：北海道炸鸡、山药麻糬、巧克力
- 讨厌的食物：黄瓜
- 最喜欢的一句话：“谦逊且贪婪”

## 出演作品

### 电视动画
- 法兰雀丝卡（2014，小奴）
- 櫻子小姐的腳下埋著屍體（2015年，Non）

### 网络动画
- 成吉思汗的金坤（ 2017年的金坤）-在“垂直动漫”中
- 打工目的地是“邪恶组织”！ ? （2017，青仓总司）-在“垂直动漫”中

### 游戏
- 浴霸之徽（Galiyah, Zafe [4] [5] ）
- Aikore（樱井千里）

- AV 音乐频道（ AIR-G' 2009 - 2012 年 3 月，2014 年 3 月 - 2015 年）
  - AV 音乐频道呈现光之美少女的历史（2011 年 12 月）
- Francesca Night（FM Northwave 2015 年 2 月至 2016 年 1 月）
- 严重地！广播（ FM Northwave 2016 年 10 月至 2017 年 12 月）

### 电视剧
- 保留频道！ （2018年北海道电视台放送）

- Concarinho 10 周年制作戏剧表演第 2 次“我想看看我父母的脸”（2016 年 10 月 27 日至 30 日，札幌 Concarinho）-户田先生
- 十一九礼物新人公演《Easy Liar 2017》（2017年2月8-12日，札幌，小剧场BLOCH）
- 十一九短篇系列“分泌指令vol.2”（2017年4月19-23日，札幌，小剧场BLOCH）
- myagola“对Yannaru的自我厌恶”（2017年11月-11日，9日，札幌Sunpiaza剧院）
- 札幌剧场季 2018 冬季十一九公演《圣家堂》（2018 年 1 月-2018 年 1 月 20 日，札幌康卡里尼奥）
- 爱丽丝参与项目“Dance Line ♪ SAPPORO [6] ”（2018 年 4 月 25-29 日， Concarino ，札幌）-Sakura Biyori

## 脚注
1. ↑  フランチェスカ声優ステージ （页面存档备份，存于） - 小樽アニメパーティー
2. ↑  工藤沙貴於Twitter.
3. ↑  工藤沙貴於Twitter.
4. ↑  ユバのしるし公式ツイートより。 （页面存档备份，存于）2017年6月5日
5. ↑  ユバのしるし公式ツイートより。2017年6月15日
6. ↑  アリスインプロジェクト2018札幌公演「ダンスライン♪SAPPORO」公演情報 （页面存档备份，存于） ジャガイモンプロジェクト 2018年5月5日閲覧